# Trachyjulus mimus
Trachyjulus mimus är en mångfotingart som beskrevs av Filippo Silvestri 1924. Trachyjulus mimus ingår i släktet Trachyjulus och familjen Cambalopsidae. Inga underarter finns listade i Catalogue of Life.